# 축복의 사람
축복의 사람은 대한민국의 2인조 CCM 그룹이다.

## 구성원

### 박요한
- 1976년 11월 21일 서울 출생
- 침례신학대학교 대학원 신학 석사

### 김만희
- 1980년 5월 15일 서울 출생
- 단국대학교 경영학 학사
- 가수 겸 작곡가

## 방송
- 씨씨엠스타

## 수상
- 2009년 CCM Awards 대상
- 2007년 CCM Awards 7대 가수상